# Dalma Gálfi
Dalma Rebeka Gálfi (født 13. august 1998 i Veszprém, Ungarn) er en professionel tennisspiller fra Ungarn.